# Torben Hansen
Torben Hansen, né le 11 septembre 1965 à Randers (Danemark), est un homme politique danois, membre de la Social-démocratie et maire de Randers depuis 2018.

## Biographie
Torben Hansen est enseignant de profession, dans un lycée technique de Randers à partir de 1989. Engagé au sein de la Social-démocratie, il préside la section de Randers de son mouvement de jeunesse de 1983 à 1986. Il obtient son premier mandat électif en devenant conseiller municipal en 1994 puis, après sa réélection en novembre 1997, premier maire adjoint.
Il ne se représente pas aux élections municipales de novembre 2001, et brigue un siège de député lors des élections législatives tenues simultanément. Il est alors élu au Folketing. Il est réélu pour un second mandat lors des élections législatives de février 2005. Lors du congrès des sociaux-démocrates organisé en avril à la suite de la défaite du parti, il soutient la candidature de l'ancien ministre Frank Jensen comme président, mais ce dernier est finalement battu par Helle Thorning-Schmidt.
Il est réélu pour un troisième et un quatrième mandat lors des élections législatives anticipées de novembre 2007 et de septembre 2011,. Il devient alors vice-président du groupe parlementaire social-démocrate.
En janvier 2013, il annonce son intention de revenir au conseil municipal de Randers en se présentant aux élections municipales de novembre. Le mois suivant, il annonce vouloir se recentrer sur la politique locale en ne se représentant pas aux prochaines élections législatives.
En février 2015, il annonce sa candidature pour la mairie de Randers lors des élections de novembre 2017. Sa liste remporte le scrutin et il reprend la mairie, perdue par les sociaux-démocrates quatre ans plus tôt contre les libéraux de Venstre, et prend ses fonctions le 1er janvier 2018.
Il remporte un deuxième mandat de maire à l'occasion des élections municipales de novembre 2021.
Candidat à un troisième mandat pour les élections municipales de novembre 2025, il fait face à une contestation interne, le conseiller municipal social-démocrate Anker Boje ayant décidé de briguer l'investiture pour le poste de maire. Lors d'un vote des adhérents du parti en mai 2024, Hansen obtient toutefois l'investiture sociale-démocrate pour briguer un troisième mandat, par 265 voix contre 127 pour son rival.